# Trichomanes ovale
Trichomanes ovale là một loài thực vật có mạch trong họ Hymenophyllaceae. Loài này được (E. Fourn.) Wess. Boer miêu tả khoa học đầu tiên năm 1962.